# Karmelitinnenkloster Yzeron
Das Karmelitinnenkloster Yzeron ist ein Kloster der Karmelitinnen in Yzeron, Département Rhône, im Erzbistum Lyon in Frankreich.

## Geschichte
Auf Drängen des Karmeliten Hermann Cohen gründete die Priorin des Karmelitinnenklosters Arles, Mutter Raphaël de Jésus (Marie-Élisabeth Ranchier, 1829–1914), 1861 in Oullins bei Lyon eine Karmelitinnengemeinschaft, von der 1868 eine weitere Gründung in Saint-Chamond ausging, die dort bis 2003 bestand. Von 1869 bis 1890 ging der größere Teil des Konvents von Oullins nach Saint-Chamond, kehrte dann aber in ein größeres Haus in Oullins zurück. Von dort wurde 1897 das Karmelitinnenkloster Roanne gegründet, das bis 2005 bestand. 1926 wechselte der Konvent von Oullins in einen Klosterneubau im Viertel Point-du-Jour in Lyon ( 5. Arrondissement). Als dort die Stadtentwicklung der für das Kloster nötigen Ruhe abträglich wurde, bezogen die Nonnen 1968 ein neues Kloster in Yzeron (33, Grande Rue) in den Monts du Lyonnais (25 Kilometer westlich von Lyon, in 800 Meter Höhe). Das Kloster unterhält Beziehungen zu Karmelitinnenklöstern auf Madagaskar.